# باول إم. سميث
باول إم. سميث (بالإنجليزية: Paul M. Smith)‏ هو محامي أمريكي، ولد في 1955 في مدينة سولت ليك في الولايات المتحدة.